# Девочки не сдаются
«Де́вочки не сдаю́тся» — российский комедийный телесериал. Производством сериала занималась кинокомпания «Русское».
Премьера телесериала состоялась 14 мая 2018 года на телеканале «СТС». Первые 6 серий выходили в эфир с понедельника по четверг в 21:00, а с 23 мая 2018 года телесериал выходил по будням после кино в 21:00 (23:00). Заключительная серия вышла в эфир 20 июня 2018 года.

## Сюжет
Банкротство банка и потеря немалых сумм денежных средств привели к знакомству пятерых его вкладчиц: напористой Аллы, студентки-медика Маши, ведущей прогноза погоды Леры, бывшей модели Ксении и дочери богатых родителей Вики. Вместе они создают банду под названием «Мымры», общаются в закрытом чате, а также помогают друг другу справиться с решением любых жизненных проблем.

## В главных ролях
| Актёр              | Роль |
| ------------------ | --- |
| Анна Якунина       | Алла Сергеевна Крылова                                                                                               |
| Агния Кузнецова    | Маша (Мария) Петровна Пирогова студентка-медик, ассистент Романа                                                     |
| Любовь Толкалина   | Ксения Викторовна Михайловская сестра Леры, бывшая фотомодель                                                        |
| Виктория Кобленко  | Вика (Виктория) Галыгина стюардесса бизнес-класса                                                                    |
| Мария Валешная     | Лера (Валерия) Викторовна Михайловская сестра Ксении, ведущая прогноза погоды / корреспондент на телеканале «Шик ТВ» |
| Алексей Макаров    | Максим муж Ксении, адвокат                                                                                           |
| Виктор Логинов     | Георгий Иванович Басманов отец Миши, владелец ресторанов «Дикая Италия» и «Лампасы»                                  |
| Кирилл Сафонов     | Роман Андреевич Корнеев муж Дарьи, руководитель клиники пластической хирургии                                        |
| Данила Дунаев      | Дмитрий Львович Сорокин ведущий программы новостей на телеканале «Шик ТВ»                                            |
| Ирина Темичева     | Оксана Шумейко (Свекла) начинающая телезвезда канала «Шик ТВ»                                                        |
| Александр Ратников | Женя начальник технической службы аэропорта                                                                          |
| Андрей Чернышов    | Костя (Константин) Бережной командир воздушного судна, муж Ларисы                                                    |

## В ролях
| Актёр              | Роль                                                            |
| ------------------ | --------------------------------------------------------------- |
| Максим Аверин      | Вадим (с 15-й серии)                                            |
| Маргарита Адаева   | Соня дочь Аллы                                                  |
| Алексей Демидов    | Колясик стюард                                                  |
| Александра Чичкова | Марина бывшая жена Георгия, мать Миши, психотерапевт            |
| Наталья Тетенова   | Лариса жена Кости                                               |
| Артём Башенин      | Миша сын Георгия и Марины                                       |
| Сергей Стёпин      | Семён Моисеевич Гуревич продюсер на телеканале «Шик ТВ»         |
| Виктория Полторак  | Дарья Петровна жена Романа                                      |
| Иван Босильчич     | Андреас ухажёр Ксении                                           |
| Артём Федотов      | Валентин коллега Жени, таможенный инспектор аэропорта           |
| Юлия Назаренко     | Наташа стюардесса экономкласса                                  |
| Елена Махова       | Лёля психолог Сони                                              |
| Роман Васильев     | Ваня (6-я и 7-я серии) оператор                                 |
| Антон Филипенко    | Эдуард (с 8-й серии) фотограф, влюблён в Ксению                 |
| Вероника Тимофеева | Инга (с 9-й серии) бьюти-блогер, любовница Романа               |
| Артём Волобуев     | Алик (с 10-й серии) школьный друг Маши                          |
| Данила Якушев      | Стас (с 10-й серии) выпускающий продюсер на телеканале «Шик ТВ» |
| Елена Лемешко      | мама Маши                                                       |

### Приглашённые знаменитости
| Актёр               | Роль                      |
| ------------------- | ------------------------- |
| Станислав Костюшкин | камео (10-я и 19-я серии) |
| Яков Кирсанов       | камео (18-я серия)        |
| Денис Годицкий      | камео (18-я серия)        |

## Эпизоды
| Сезон | Сезон | Серии           | Период трансляции     |
| ----- | ----- | --------------- | --------------------- |
|       | 1     | 1—20 (20 серий) | 14 мая — 20 июня 2018 |

### Первый сезон
| № серии | Премьера   | Описание серии |
| ------- | ---------- | --- |
| 1       | 14.05.2018 | На митинге у банка, который только что заявил о своём банкротстве, знакомятся пять девушек: напористая Алла, студентка-медик Маша, телеведущая Лера, бывшая модель Ксения и дочь богатых родителей Вика. Знакомство оказывается эмоциональным, они затевают драку и попадают в отделение полиции. |
| 2       | 15.05.2018 | Алла, будучи в новой должности, а именно инспектором, закрывает ресторан «Лампасы» из-за мелкого нарушения санитарных норм. В это время с её дочерью Соней случается несчастье. Вика крутит роман с командиром экипажа Костей. Ксения с мужем Максимом провожают дочь за границу. Маша получает неожиданную помощь, а Лера застаёт мужа с практиканткой Оксаной. |
| 3       | 16.05.2018 | Максим, пользуясь своими навыками адвоката, помогает Алле освободить Соню после происшествия на дороге. Костя врёт Вике, что всё рассказал жене об их отношениях. Лера обманывает врача, что получила согласие на процедуру ЭКО у Димы. Корнеев просит Машу подыграть ему перед важной клиенткой. |
| 4       | 17.05.2018 | Благодаря Максу девочки получают компенсацию от лопнувших вкладов в банке. У Сони назревает конфликт с матерью. Алла знакомится с бывшей женой Георгия, Мариной. Вика ссорится с Костей после его дня рождения. Маша делает первые успехи на работе у Корнеева, а Лера получает свой шанс в студии рядом с Димой. |
| 5       | 21.05.2018 | Вика просыпается в одной кровати с Женей. Максим и Ксения уехали в пансионат, чтобы узнать друг друга заново. Дарья устраивает Корнееву на работе скандал, подозревая его в измене. У Оксаны первый эфир в статусе ведущей новостей. Соня предлагает Георгию выкупить долю в ресторане. |
| 6       | 22.05.2018 | Девочкам приходит компенсация от банка, которую им выбил Максим. Вика планирует романтическое путешествие с Костей. Лера должна сделать репортаж с митинга против истребления бездомных собак. К Корнееву на приём приходит шестнадцатилетняя девочка, которая хочет сделать себе грудь, но Маша пытается отговорить босса от этой операции. |
| 7       | 23.05.2018 | Лера узнаёт, что беременна. Костя не может лететь в Париж, его отправляют в Дубай. Алла обвиняет Георгия в том, что он хочет её обмануть и присвоить половину выручки ресторана себе. Подруги собираются в stand-up клуб посмотреть на выступление Максима, где Ксения угощает подруг абсентом. Машу срочно вызывают в клинику на операцию. |
| 8       | 24.05.2018 | Лера, Ксения, Дима и Оксана едут на свадьбу сестры Димы. Ксения флиртует с братом невесты фотографом Эдуардом. Лариса пытается понять, кто снял трубку вчера вечером в их квартире. Вика собирается лететь в Дубай — к Косте сюрпризом. В клинику к Корнееву приезжает его отец — известный и уважаемый кардиохирург. Георгий приглашает Аллу на свидание. |
| 9       | 28.05.2018 | Алла готовится к свиданию с Георгием. Максим пытается привлечь Ксении здоровый образ жизни и чтобы она начала заниматься фитнесом дома. Ксении пишет сообщения фотограф Эдуард, с которым она познакомилась на свадьбе. Маша снова вынуждена врать жене Корнеева. Вика благодаря стараниям Жени добирается до Дубая к Косте. Лера застаёт Диму за чтением дневников Оксаны. |
| 10      | 29.05.2018 | Георгий пробует вылечить простудившуюся Аллу. Максим блокирует все карточки Ксении. Ксения вспоминает своё модельное прошлое и пытается пройти кастинг. Маша встречает старого знакомого и приглашает его вечером прогуляться. Корнеев ищет разные предлоги, чтобы чем-то занять Машу и сорвать ей свидание. Оксана заявляет Диме, что хочет сыграть свадьбу мечты. Лера отправляется на опасный репортаж. Вика пытается всеми средствами привлечь внимание Кости.                                                                                                 |
| 11      | 30.05.2018 | В рамках борьбы за собственную независимость девочки принимают решение на все сомнительные предложения мужчин отвечать твёрдым «нет». Вика мстит Косте, подсыпав в его личные вещи молотый перец. Ксения пытается вернуть Максима, который подозревает её в измене. Корнеев поручает Маше найти ему съёмную квартиру. Соня вызывает Аллу на неприятный разговор о своём отце. |
| 12      | 31.05.2018 | Алла и Соня переживают стресс после встречи с отцом и бывшим мужем. Максим возвращается к Ксении. Маша готовится к экзаменам, но Корнеев её отвлекает и срочно вызывает на работу. Вике на рейсе попадается девушка на последнем месяце беременности. Лера, как и все сотрудники телеканала, смеётся над видео с Оксаной, которое случайно попало в чат. Это доводит Оксану до истерики и чуть не срывает прямой эфир. |
| 13      | 04.06.2018 | Корнеев просыпается с жутким похмельем и видит рядом с собой Машу. Оказывается, она провела эту ночь вместе с ним и учебниками. Вика встречается на своём рейсе с женой Кости. Ксении никто не верит, что она окончательно бросила пить. Георгий придумывает специальную акцию в ресторане для посетительниц-женщин, которая совсем не нравится Алле. Лера возвращается к работе ведущей прогноза погоды, что вызывает подозрение у Димы. |
| 14      | 05.06.2018 | Алла и Георгий просыпаются вместе в прекрасном расположении духа, пока их идиллию не нарушила бывшая Георгия — Марина. Вика находит закрытую группу в социальной сети, где Лариса публикует её фотографии с обидными подписями. Лера и Дима готовы подписать документы о разводе, как об этом мечтала Оксана. Максим лишил Ксению всех наличных денег. Маша в очередной раз помогает Корнееву скрыть измену от жены. |
| 15      | 06.06.2018 | Лера случайно отправляет Диме сообщение, что она беременна. Маша сказала лишнее Корнееву и теперь боится лишиться работы. Вика просыпается с жуткой сыпью на лице и пытается избежать встречи с Костей. Алла продолжает выяснять отношения с Георгием и его бывшей женой. Ксения записывается в Клуб анонимных алкоголиков. |
| 16      | 07.06.2018 | Корнеев зовёт Машу на съезд пластических хирургов в роскошный загородный отель. Маша фантазирует себе настоящее романтическое путешествие. Алла придумывает разные предлоги, чтобы Соня оставалась с ней в течение дня. Ксения находит себе друга в Клубе анонимных алкоголиков. Лера просит сестру пойти вместе с ней на УЗИ. Костя и Женя по очереди соревнуются в подарках для Вики. |
| 17      | 13.06.2018 | Женя и Костя объявляют Вике о своём намерении переехать к ней навсегда. Алла и Георгий принимают решение остаться партнёрами, но с трудом могут сдержать влечение друг к другу. Дима разрывается между Оксаной и Лерой. Маша сердится на Корнеева и одновременно не может избавиться от чувства вины перед ним. Ксении предстоит серьёзный разговор с Максимом. |
| 18      | 14.06.2018 | Девочки по инициативе Вики оказываются в Сочи, чтобы отдохнуть от мужчин и проблем, но всё идёт не по плану. Маша никак не может расслабиться на курорте и считает каждую копейку. Алла с Лерой попрекают друг друга. Тогда Ксения придумывает план, как связаться с мужчинами подруг и рассказать всё, что те от них скрывали. |
| 19      | 19.06.2018 | Все готовятся к знаменательному событию — свадьбе Димы и Оксаны. Ксения подбивает Максима бойкотировать торжество, чтобы поддержать свою сестру Леру. Маша устраивает Корнееву экскурсию по Мытищам. Лера признаётся Диме, что беременна от него. |
| 20      | 20.06.2018 | Алла пытается замять последствия аварии, в которой она случайно сбила бывшую жену Георгия. А тут ещё Соня приходит после ночного веселья с новостью о том, что она принесла ущерб караоке на 120 тысяч рублей. Маша, рискуя жизнью, ловит вора мотоцикла Корнеева. Лера и Дима не разговаривают друг с другом, но вынуждены вместе ехать на один репортаж. Ксения и Максим провожают дочь обратно в Лондон. Катя улетает с лёгким сердцем — кажется, её родители наконец-то помирились. Вика призывает Костю и Женю окончательно выяснить отношения друг с другом. |

## Саундтрек
| Исполнитель                    | Название композиции     |
| ------------------------------ | ----------------------- |
| Светлана Колібаба              | Вина                    |
|                                | Еле тлеет               |
|                                | Диско                   |
|                                | Не со мной              |
|                                | Меня преследует         |
| Стас Костюшкин                 | Женщина, я не танцую    |
| Группа D-BOSH                  | Адьёс, сеньорита        |
| Сергей Куренков                | Милая                   |
| Наталия Попова                 | Чардаш                  |
| группа «Подиум»                | Амстердам               |
| Яков Кирсанов и Денис Годицкий | А жаль, она мне не жена |
|                                | Я ревную не тебя        |